# Securities and Exchange Board of India
Das Securities and Exchange Board of India (SEBI) ist die Regulierungsbehörde für den Wertpapier- und Rohstoffmarkt in Indien und untersteht dem Finanzministerium der indischen Regierung. Sie wurde am 12. April 1988 als Exekutivorgan gegründet und erhielt am 30. Januar 1992 durch das SEBI-Gesetz von 1992 gesetzliche Befugnisse.

## Geschichte
Die indische Wertpapier- und Börsenaufsichtsbehörde (Securities and Exchange Board of India, SEBI) wurde 1988 als nichtstaatliche Institution zur Regulierung des Wertpapiermarktes gegründet. Zuvor war der Controller of Capital Issues die Regulierungsbehörde des Marktes und erhielt seine Befugnisse aus dem Capital Issues (Control) Act von 1947. Am 30. Januar 1992 wurde die SEBI eine autonome Institution und erhielt mit der Verabschiedung des SEBI Act von 1992 durch das indische Parlament gesetzliche Befugnisse. Der Hauptsitz der SEBI befindet sich im Geschäftsviertel Bandra Kurla Complex in Mumbai. Weitere Regionalbüros sind in Neu-Delhi, Kalkutta, Chennai und Ahmedabad (Nord, Ost, Süd und West) angesiedelt. Bis Juni 2023 unterhielt die SEBI zudem 17 Niederlassungen in ganz Indien, um die Anlegerbildung zu fördern. 16 davon wurden jedoch im Zuge einer Umstrukturierung geschlossen.